# Lutz Becker (Wirtschaftswissenschaftler)
Lutz Becker (* 28. September 1957 in Solingen) ist ein deutscher Wirtschaftswissenschaftler. Er ist seit 2014 Studiendekan Sustainable Marketing & Leadership und zudem seit 2016 Leiter der Business School für Wirtschaft & Medien an der Hochschule Fresenius in Köln.

## Leben
Nach dem Abitur am Humboldtgymnasium Solingen und Tätigkeiten in der Werbung studierte er Gestaltungstechnik, Germanistik sowie Wirtschaftswissenschaften an der Bergischen Universität Wuppertal. Nach Tätigkeiten bei Wilkinson Sword und Philips gründete er Anfang der 1990er Jahre mit Partnern die TradeWheels International SA in Ohain/Brüssel. 1993 promovierte er bei Hagen Backhaus und Gerold Behrens an der Bergischen Universität GH Wuppertal über „Integrales Informationsmanagement als Funktion einer marktorientierten Unternehmensführung“. Er gründete für die norwegische Norman ASA die deutsche Tochtergesellschaft und leitete sie von 1994 bis 2000 als Geschäftsführer. Ab 2000 wurde es als Gründer von Inscala Consultants wieder als Managementberater tätig.

## Lehre und Forschung
Lutz Becker lehrte von 2006 bis 2014 Management und Leadership an der Karlshochschule International University und leitete dort den Masterstudiengang Leadership sowie den Bachelorstudiengang International Marketing Management. Zuvor lehrte er von 1994 bis 2005 an der Bergischen Universität GH Wuppertal Marketing im Fachbereich Wirtschaftswissenschaften sowie Communicational und Industrial Design. Darüber hinaus war er Gastprofessor für General Management an der Fachhochschule für Ökonomie & Management in Essen und Gütersloh und gehörte der Visiting Faculty der Zfu-Business School in Zürich an. Von 2011 bis 2014 war er als Gastdozent am Ostvold University College im Norwegischen Fredrikstad tätig und unterrichtete dort Marketing und Innovationsmanagement im Studiengang Innovation- and Project Management.
Seit 2014 ist er Studiendekan des Masterstudienganges Sustainable Marketing & Leadership an der Hochschule Fresenius in Köln, wo er 2016 die Leitung der Business School übernommen hat. Von 2015 bis 2017 war er hier zudem Studiendekan für Betriebswirtschaftslehre/Business Administration.
2017 erhielt Lutz Becker zusammen mit Gunnar Sohn den Lehrpreis der Hochschule Fresenius.
Lutz Beckers Forschungsschwerpunkte liegen insbesondere auf den Themen Transformationsforschung, Strategische Führung, Innovation sowie Nachhaltiges Business Development. Dazu führte er verschiedene Forschungsprojekte durch. Aktuell beschäftigt er sich mit Forschungsprojekten zu den Themen „Nachhaltiges Business Development Management“, „Klimaanpassungsstrategien und lernende Organisationen“ sowie „Next Economy“.    

## Wirken
Lutz Becker gründete und leitete von 1995 bis 2000 die Fachgruppe Daten- und Netzwerksicherheit im Bundesverband Informations- und Kommunikationssysteme e. V. (heute: Bitkom).
Des Weiteren ist er seit 1999 Mitglied des Rotary-Clubs Solingen-Klingenpfad und setzt sich insbesondere im Distrikt-Arbeitskreis Wert, Beruf und Bildung ein.
Er war unter anderem bis 2014 Beirat des Bergischen Instituts für Produktentwicklung und Innovationsmanagement gGmbH (An-Institut der Bergischen Universität GH Wuppertal) und von 2006 bis 2017 Mitglied des Wissenschaftlichen Beirates des Symposion Verlages. Neben seinen zahlreichen Veröffentlichungen fungiert er häufig als Referent sowie Moderator auf Konferenzen und Tagungen. Darüber hinaus wird er als Experte für TV, Radio- sowie Printmedien im In- und Ausland interviewt.

## Schriften
- Becker, L./Sohn, G. (2021): Was würdest du machen, wenn du 'König von Deutschland' wärst? Utopische Gespräche, Solingen (Klingen-Verlag, ISBN 978-3-96754-007-9)
- Becker, L. (2018): Nachhaltiges Business Development Management. Strategien für die Transformation, Wiesbaden (Springer-Gabler, ISBN 978-3-658-20088-6)
- Becker, L./Gora, W./Wagner, R. (2015): Erfolgreiches Interkulturelles Projektmanagement, Düsseldorf (Symposion, ISBN 978-3-863296-79-7)
- Becker, L./Gora, W./Michalski, T. (Hg.)(2014): Business Development Management. Von der Geschäftsidee bis zur Umsetzung, Düsseldorf (Symposion, ISBN 978-3-863296-13-1)
- Müller, A./Becker, L. (Hg.) (2013): Narrative & Innovation. New Ideas for Business Administration, Strategic Management and Entrepreneurship, Heidelberg (VS-Verlag, ISBN 978-3-658-01374-5)
- Becker, L./Feldmüller, D./Helbig, V./Kettner, K./Mütter, J. (2012): Strategischer Wandel durch IT: Kultur und Kommunikation als Erfolgsfaktoren im Projektmanagement, Nürnberg (GPM, ISBN 978-3-924841-65-2)
- Becker, L./Hakensohn, H./Witt, F. H. (Hg.) (2012): Unternehmen nachhaltig führen - Führung, Verantwortung und Nachhaltigkeit im Management, Düsseldorf (Symposion, ISBN 978-3-939707-30-1)
- Becker, L./Gora, W./Uhrig, M. (Hg.) (2012): Informationsmanagement 2.0 - Neue Geschäftsmodelle und Strategien für die Herausforderungen der Digitalen Zukunft, Düsseldorf (Symposion, ISBN 978-3-86329-430-4)
- Sandrino-Arndt, B./Thomas, R. L./Becker, L. (Hg.) (2010): Handbuch Project Management Office. Mit PMO zum strategischen Management der Projektlandschaft, Düsseldorf (Symposion, ISBN 978-3-939707-65-3)
- Becker, L./Ehrhardt, J./Gora, W. (Hg.) (2009): Führen in der Krise - Unternehmens- und Projektführung in schwierigen Situationen, ISBN 978-3-939707-52-3)
- Becker, L./Ehrhardt, J./Gora, W. (Hg.) (2009): Projektführung und Projektmanagement - Wie Sie Strategien erfolgreich umsetzen, Düsseldorf (Symposion, ISBN 978-3-939707-54-7)
- Becker, L. (Hg.) (2008:2013): Management und Führungspraxis, Digitale Fachbibliothek, Düsseldorf (Symposion, ISBN 978-3-939707-46-2)
- Becker, L./Ehrhardt, J./Gora, W. (Hg.) (2008): Führung, Wandel und Innovation, Düsseldorf (Symposion, ISBN 978-3-939707-05-9)
- Becker, L./Ehrhardt, J./Gora, W. (Hg.) (2007): Führungspraxis und Führungskultur, Düsseldorf (Symposion, ISBN 978-3-936608-96-0)
- Becker, L./Ehrhardt, J./Gora, W. (Hg.) (2006): Führungskonzepte und Führungskompetenz, Düsseldorf (Symposion, ISBN 3-936608-80-6)
- Becker, L./Nadin, M./Eicher, Th. (Hg.) (2001): trust//das.prinzip.vertrauen, Heidelberg (Synchron, ISBN 3-935025-11-4)
- Becker, L./Ehrhardt, J. (Hg.) (1995): Business Netzwerke, Stuttgart (Handelsblatt-Buch: Schaeffer-Poeschel, ISBN 3-7910-0936-2)
- Becker L./Lukas, A. (Hg.) (1994): Effizienz im Marketing, Wiesbaden (Gabler, ISBN 3-409-18775-8)
- Becker, L. (1994): Integrales Informationsmanagement als Funktion einer marktorientierten Unternehmensführung, Bergisch Gladbach, Köln (Verlag Josef Eul, ISBN 3-89012-373-2)